# Домбаровська селищна рада
Домба́ровська селищна рада (рос. Домбаровский поселковый совет) — сільське поселення у складі Домбаровського району Оренбурзької області Росії.
Адміністративний центр — селище Домбаровський.

## Історія
Станом на 2002 рік існували Домбаровська селищна рада (селище Домбаровський) та Зарічна сільська рада (села Курмансай, Ушкатти, селища Караганда, Прибрежний). 2005 року ради перетворені в сільські поселення зі збереженням старих назв — Домбаровська селищна рада (село Курмансай, селище Домбаровський) та Зарічна сільська рада (село Ушкатти, селища Караганда, Прибрежний). 2013 року ліквідована Зарічна сільська рада, територія увійшла до Домбаровської селищної ради.

## Населення
Населення — 8971 особа (2019; 9487 в 2010, 11124 у 2002).

## Склад
До складу селищної ради входять:
| Населений пункт       | Населення, осіб (2002) | Населення, осіб (2010) |
| --------------------- | ---------------------- | ---------------------- |
| Домбаровський, селище | 9609                   | 8614                   |
| Караганда, селище     | 374                    | 213                    |
| Курмансай, село       | 311                    | 207                    |
| Прибрежний, селище    | 559                    | 357                    |
| Ушкатти, село         | 271                    | 96                     |